# Charlevoix (municipalité régionale de comté)
Pour les articles homonymes, voir Charlevoix (homonymie).
Charlevoix est une municipalité régionale de comté (MRC) de la province de Québec, dans la région administrative de la Capitale-Nationale, créée le 1er janvier 1982. Son chef-lieu est la ville de Baie-Saint-Paul. Cette (MRC) est composée de 7 municipalités: 1 ville, 3 municipalités, 2 paroisses et 1 territoire non organisé. Sa préfète actuelle est Claudette Simard.

## Géographie

### Entités territoriales
La MRC est constituée de six municipalités locales et d'un territoire non organisé.
| Nom                           | Statut                   | Population 2021 | Superficie (km2) | Densité (h/km2) | Ref. |
| ----------------------------- | ------------------------ | --------------- | ---------------- | --------------- | ---- |
| Baie-Saint-Paul               | Ville                    | 7 371           | 563,7            | 13,08           |      |
| L'Isle-aux-Coudres            | Municipalité             | 1 116           | 97,1             | 11,49           |      |
| Lac-Pikauba                   | Territoire non organisé  | 0               | 2 512,5          | 0               |      |
| Les Éboulements               | Municipalité             | 1 465           | 156,6            | 9,36            |      |
| Petite-Rivière-Saint-François | Municipalité             | 953             | 150,2            | 6,34            |      |
| Saint-Hilarion                | Municipalité de paroisse | 1 146           | 101              | 11,35           |      |
| Saint-Urbain                  | Municipalité de paroisse | 1 320           | 334,83           | 3,94            |      |
| Total                         | Total                    | 13 371          | 3 763,22         | 3,55            |      |

## Démographie
| 1991 | 1996 | 2001   | 2006   | 2011   | 2016   | 2021   |
| ---- | ---- | ------ | ------ | ------ | ------ | ------ |
| -    | -    | 13 166 | 13 190 | 13 338 | 12 997 | 13 371 |

## Éducation
Commission scolaire de Charlevoix